# Mauges-sur-Loire
Mauges-sur-Loire é uma comuna francesa na região administrativa da Pays de la Loire, no departamento de Maine-et-Loire. Estende-se por uma área de 191,84 km². Em 2010 a comuna tinha 18 489 habitantes (densidade: 96,4 hab./km²).
Foi estabelecida em 15 de dezembro de 2015 e consiste das antigas comunas de Beausse, Botz-en-Mauges, Bourgneuf-en-Mauges, La Chapelle-Saint-Florent, Le Marillais, Le Mesnil-en-Vallée, Montjean-sur-Loire, La Pommeraye, Saint-Florent-le-Vieil, Saint-Laurent-de-la-Plaine e Saint-Laurent-du-Mottay.